# Jacopo da Forlì
Jacopo da Forlì, o Giacomo da Forlì, noto anche come Giacomo dalla Torre, Jacopo della Torre, Iacobus Foroliviensis (Forlì, 1364 circa – Padova, 1414), è stato un medico e filosofo italiano del XIV secolo.

## Biografia
La sua fama è dovuta al commentario alla Ars parva di Galeno.
Jacopo è noto, in particolare, per i suoi studi di embriologia. Infatti, dopo il recupero di Aristotele, nel XIII secolo, le cui opere avevano spinto verso un rinnovato interesse per l'osservazione diretta, si era avviato un dibattito tra i sostenitori dell'autorevolezza degli studi antichi e i fautori dell'empiria. Questo processo si è concluso, nel XIV secolo, secondo la studiosa Romana Martorelli Vico, proprio con l'opera di Jacopo da Forlì, che cerca di conciliare l'embriologia aristotelica con la fisiologia galenica, per mostrare che le differenze esistenti sono di scarsa rilevanza nei confronti della medicina pratica.
Fu maestro, all'Università di Padova, di Vittorino da Feltre.

### La morte
Morto nel 1414 secondo quanto attesta un manoscritto conservato alla Biblioteca Malatestiana di Cesena:
Explicit questio de intensione et remissione formarum secundum famosissimum artium et medicine doctorem magistrum Jacobum de Forlivio qui 1414 pridie ydus februarii ab hac vita ad superiora migravit. Scripta vero per me fratrem Bellinum de Padua 1468.
Si tratta della conclusione della celebre opera De intensione et remissione formarum di Jacopo da Forlì.
Secondo altri, sarebbe morto, invece, nel 1413.

## Opere
- De intensione et remissione formarum
- Expositio in Avicennae aureum capitulum de generatione embryi ac de extensione graduum formatione foetus in utero
- In Aphorismos Hippocratis Expositio
- Physica I-IV
- Quaestiones extravagantes
- Super I, II, III Tegni Galeni